# Белият зъб (филм, 2018)
„Белият зъб“ (на френски: Croc-Blanc) е френски компютърно-анимационен филм от 2018 г. на режисьора Александър Еспигарес, базиран на едноименния роман на Джек Лондон. Премиерата на филма е в Филмовия фестивал в Сънденс (Sundance Film Festival) на 21 януари 2018 г., после е пуснат театрално във Франция на 28 март 2018 г. и на 6 юли 2018 г. в САЩ.

## В България
В България е пуснат по кината на 5 април 2019 г. от PRO Films. На 25 декември 2019 г. е излъчен по bTV Cinema от 21:00 ч.

## Синхронен дублаж
| Роля            | Изпълнител                                                                                            |
| --------------- | --- |
| Сив Бобър       | Христо Узунов                                                                                         |
| Уийдън Скот     | Симеон Владов                                                                                         |
| Красавеца Смит  | Николай Николов                                                                                       |
| Маги            | Татяна Захова                                                                                         |
| Шериф Франк Тод | Стефан Стефанов                                                                                       |
| Къртис          | Стефан Сърчаджиев-Съра                                                                                |
| Джим Хол        | Георги Иванов                                                                                         |
| Други гласове   | Владимир Зомбори Константин Лунгов Сотир Мелев Малена Шишкова Виктор Иванов Марио Иванов Петър Калчев |

| Обработка           | студио „Про Филмс“                          |
| ------------------- | ------------------------------------------- |
| Режисьор на дублажа | Анна Тодорова                               |
| Тонрежисьори        | Симеон Дамянов Никола Томов Станислав Донев |